# Maastrichtidelphys
Maastrichtidelphys is een geslacht van uitgestorven buideldieren dat tijdens het Laat-Krijt (66 miljoen jaar geleden) in Europa leefde met een fossiele vondst bij Maastricht. 
Het is een opossum-achtig zoogdier en het eerste fossiele zoogdier dat in de Kalksteen van Maastricht, in de ENCI-groeve bij Maastricht is gevonden. Bovendien is Maastrichtidelphys het enige bekende buideldier uit het Mesozoïcum van Europa.
Van Maastrichtidelphys is alleen een bijna twee millimeter grote rechterbovenkies gevonden. Het tandje is in 2002 ontdekt door de amateur-fossielenverzamelaars Roland Meuris en Frans Smet. De nieuwe soort kreeg de wetenschappelijke naam Maastrichtidelphys meurismeti, het 'Maastrichtse buideldier van Meuris en Smet'. Maastrichtidelphys behoort tot de familie Herpetotheriidae en vertoont de meeste verwantschap met het Noord-Amerikaanse buideldier Nortedelphys.
Tot de vondst van Maastrichtidelphys werd aangenomen dat buideldieren pas in het Eoceen, ruim tien miljoen jaar na de vorming van de Maastrichtse kalksteen, vanuit Noord-Amerika naar Europa migreerden. Maastrichtidelphys wijst er echter op dat ook in het Laat-Krijt er een trans-Atlantische landengte heeft bestaan.